# Регаза
Регаза (фр. Régasa) — деревня в Чаде, расположенная на территории региона Канем. Входит в состав департамента Северный Канем.

## География
Деревня находится в западной части Чада, к северу от озера Чад, на высоте 309 метров над уровнем моря.
Регаза расположен на расстоянии приблизительно 243 километров к северо-западу от столицы страны Нджамены.
Ближайшие населённые пункты: Тонгурча, Риг-Риг, Да, Лар, Аджилум, Седиги, Йогоро.
Климат деревни характеризуется как аридный жаркий (BWh в классификации климатов Кёппена).

## Транспорт
Ближайший аэропорт расположен в городе Бол.